# Unrepeatable read
In informatica, con il termine unrepeateble read, o inconsistent analysis, si intende un errore nella gestione della concorrenza tra transazioni dovuta ad una dipendenza read -> write.
L'unrepeateble read è un'analisi incoerente di dati di un database da parte di una transazione causata da aggiornamenti prodotti da un'altra.

## Definizione
Si è in presenza di unrepeateble read quando una transazione Ta legge un dato X con versione 0, denotato come X(0), e Tb ne produce una nuova versione X(1) la quale viene letta o scritta da Ta dopo il commit di Tb.

## Esempio
Supponiamo che due transazioni Ta e Tb operino su record relativi a quantità di un materiale in magazzino. Ta somma le quantità presenti nel contenitore C1, C2 e C3. Tb vuole trasferire 1 pezzo di materiale dal contenitore C3 al contenitore C1.
Ecco la situazione iniziale dei tre contenitori:
|                   | C1 | C2 | C3 |
| ----------------- | -- | -- | -- |
| Quantità presente | 4  | 5  | 3  |

Esempio di esecuzione con Unrepeatable Read (con Sum viene indicato la somma effettuata da Ta):
| Tempo | Transazione Ta      | Transazione Tb     |
| ----- | ------------------- | ------------------ |
| t(0)  | read[C1] (Sum = 4)  |                    |
| t(1)  | read[C2] (Sum = 9)  |                    |
| t(2)  |                     | read[C3]           |
| t(3)  |                     | write[C3] (C3 = 2) |
| t(4)  |                     | read[C1]           |
| t(5)  |                     | write[C1] (C1 = 5) |
| t(6)  |                     | commit             |
| t(7)  | read[C3] (Sum = 11) |                    |

Ta opera un'analisi incoerente dei dati e fornisce un risultato errato (11 invece che 12).